# Eyþór Ingi Gunnlaugsson
Eyþór Ingi Gunnlaugsson (29. maj 1989) er en islandsk sanger, som repræsenterede Island ved Eurovision Song Contest 2013 i Malmö, Sverige med sangen Ég Á lif ("Jeg har et liv).
Han er også forsanger i det progressive rockband Todmobile, hvor han tog over efter musikeren Eyþór Arnalds.

## Diskografi

### Singler
- 2013: "Ég á líf"